# Крива
 Тази статия е за математическото понятие.  За селото в Егейска Македония вижте Крива (дем Пеония).  
Крива в математиката е понятие, което се опитва да дефинира формално интуитивната представа за едномерен и непрекъснат обект. Най-простите примери за криви са правата и окръжността. Математиката изучава множество различни видове криви, както и техните свойства и приложения.

## Исторически факти
През всички етапи на развитие на математиката дефинирането на понятието крива е създавало известни логически и технически трудности, поради което съществуват различни дефиниции в различните клонове на геометрията.
За нуждите на елементарната (училищна) геометрия не се дава обща дефиниция, а кривите се разглеждат самостоятелно, обикновено като геометрично място на точки или в рамките на задачи за построения с линийка и пергел. Дефинирани са правата, коничните сечения и някои други прости видове криви. Прави се същественото уточнение, че кривите са линии, които не са начупени.
Математиците през всички епохи обаче са се опитвали да обобщят понятието, като на преден план изведат общите характеристики и свойства на кривите.
- В древността първият опит за определение на кривата дава Евклид, който я нарича „дължина без широчина“. Важно е да се знае, че античните математици са постигнали поразителни успехи в изучаването на цял клас криви, известни като конични сечения – елипса, парабола, хипербола. Въпреки очевидните разлики между техните графики, общата им математическа природа е открита още около 340 г. от един от учителите на Александър Македонски, Менехъм, и от Аполоний от Пергам.

- След резултатите на гръцките математици до III – IV век, в изучаването на кривите настъпва пауза от 12 века, през които не е направено нито едно откритие, до 1522 г. когато Йоханес Вернер изследва някои свойства на окръжността. Определящо се оказва навлизането в геометрията на методите от анализа и алгебрата: разграничени са отделните видове криви (равнинни, пространствени), което е предпоставка за по-обобщена дефиниция на понятието крива. От периода XVI – XVIII век датира доста по-общото определение, използвано в аналитичната геометрия: „Равнинна крива е множество от решения на уравнения с две неизвестни от вида F(x,y) = 0“. Пространствените криви се представят с две уравнения на три неизвестни: F(x,y,z) = 0, G(x,y,z) = 0. 
В математическия анализ кривата може също да се разглежда и като траектория на движеща се материална точка. За целта се представя в параметричен вид с уравнения от вида {\displaystyle x=\varphi (t),y=\psi (t)}, където {\displaystyle \varphi (t),\psi (t)} са произволни функции в някакъв интервал от реалната числова ос t→. В тримерно пространство кривите се изразяват чрез три функции, но отново на един параметър.

- През 1882 г. Камий Жордан дава друга дефиниция: „Кривата е непрекъснат образ на интервал в равнина.“ Тази дефиниция (на „жорданова крива“, както е наречена по-късно) макар и прецизна, е твърде отдалечена от интуитивната представа на Евклид, тъй като позволява да се наричат криви такива обекти като кривата на Пеано, която изпълва площта на цял квадрат. Дефиницията на Жордан е топологическа дефиниция.

## Класификация

### В зависимост от размерността на пространството
- Равнинни криви – когато се задават с едно уравнение на две неизвестни F(x,y) = 0 или в параметричен вид като две уравнения на един параметър {\displaystyle x=\varphi (t),y=\psi (t)}.

- Пространствени криви – когато се задават с две уравнения на три неизвестни F(x,y,z) = 0, G(x,y,z) = 0 или в параметричен вид като три уравнения на един параметър {\displaystyle x=\varphi (t),y=\psi (t),z=\xi (t)}

### В зависимост от вида на функцията
- Алгебрични криви – съвкупности от точки, чиито декартови координати удовлетворяват алгебрични уравнения.

- Равнинната алгебрична крива се задава с уравнението F(x,y) = 0, където F(x,y) е полином на x,y. Равнинната алгебрична крива може да се получи като сечение на алгебрична повърхнина с равнина. Степента на полинома F(x,y) задава реда на кривата. Този ред още се дефинира и като максималния брой пресечни точки на една права с разглежданата крива.
- Пространствената алгебрична крива се задава се задава със системата уравнения F(x,y,z) = 0, G(x,y,z) = 0, където F(x,y,z) и G(x,y,z) са полиноми на x,y,z. Пространствената алгебрична крива още се дефинира като сечение на две алгебрични повърхнини.

- Трансцендентни криви – криви, които не са алгебрични, т.е. когато функциите не са полиноми, а тригонометрични, обратни тригонометрични, показателни, логаритмични, хиперболични функции. В този случай дефиниционната област на реалнозначните функции може да се разшири до цялата комплексна равнина. За разлика от алгебричните криви, трансцендентните могат да имат безброй много пресечни точки с дадена права, безброй много особени точки, екстремуми, асимптоти и т.н. Наред с това, трансцендентните криви могат да имат точки, които не съществуват у алгебричните: например точки на прекъсване, асимптотични точки и др.

| Примери за криви | Равнинни | Пространствени                  |
| Алгебрични       | Астроида, Декартов лист, Елипса, Кардиоида, Конхоида на Никомед, Кръст, Къдрица на Анези, Лемниската на Бернули, Овал на Касини, Окръжност, Охлюв на Паскал, Парабола, Парабола на Нейл, Строфоида, Трисектриса, Хипербола, Цисоида | Крива на Вивиани                |
| Трансцендентни   | Архимедова спирала, Верижка, Епитрохоида, Епициклоида, Логаритмична спирала, Параболична спирала, Суперелипса, Трактриса, Трохоида, Хиперболична спирала, Хипотрохоида, Хипоциклоида, Циклоида                                      | Витлова линия, Сферична спирала |

### В зависимост от степента на кривата
Класификацията се отнася до алгебричните криви.

| Степен | Наименование, специфики                               | Примери                              |
| 2      | Крива от втора степен (квадратична)                   | Елипса, Парабола, Хипербола          |
| 3      | Крива от трета степен (кубична)                       | Тризъбец на Нютон, Цисоида           |
| 4      | Криви от четвърта степен, най-много три двойни точки) | Овал на Касини, Кръст, Декартов овал |
| 6      | Криви от шеста степен                                 | Пеперуда                             |

### Други видове криви
- Крива на Безие – параметрична крива от областта на числените методи, широко използвана в компютърната графика
- Сплайн
- Фрактал